# Pterolebias
Pterolebias es un género de peces de la familia de los rivulinos en el orden de los ciprinodontiformes.

## Especies
- Pterolebias hoignei (Thomerson, 1974)
- Pterolebias longipinnis (Garman, 1895)
- Pterolebias phasianus (Costa, 1988)[2][3][4][5][6][7]